# Велики аустралијски залив
Велики аустралијски залив (енгл. Great Australian Bight) је отворен залив на југу Аустралије. Простире се између Нуларбор равнице на северу и рта Пејзли на западу и Рта Карнот на истоку у дужини од око 1200 километара. Територијално припада савезним државама Јужна Аустралија и Западна Аустралија. Део је Индијског океана. Обала залива је изузетно стрма са клифовима висине и до 60 метара. Прва особа која је пловила овим водама био је холандски морепловац Тисен 1627. године. Коначан опис дали су  Метју Флиндерс и Едвард Џон Ејр. Приобаље је слабо насељено, тако да постоји неколико мањим места само — Јукла, Ејр, Фолерс Беј и др. Источна обала је разуђенија и у њеној близини налази се неколико мањих острва. Дубина залива креће се до 200 метара до удаљености од 200 километара од обале.

## Природна историја
Залив је настао када се Гондвана распала и одвојио Антарктик од Аустралије пре око 50 милиона година.
Обалу Великог аустралијског залива карактеришу литице (60 m or 200 ft), плаже за сурфовање и стеновите платформе, идеалне за посматрање китова. Ово је популарна активност током зиме на јужној хемисфери, када све већи број јужних правих китова мигрира у регион са својих летњих хранилишта на Антарктику. Китови долазе у  регион Великог аустралијског залива, посебно у Главу залива, да се теле и размножавају, и не хране се док се не врате на Антарктик. Њихов број је значајно смањен због китоловца, посебно током 19. века, али су се од тада донекле опоравили.
Воде Великог аустралијског залива су веома биолошки разноврсносне, посебно у зоопланктону, због одређене серије океанских струја. Преглед литературе који је спровео SARDI (Јужноаустралијски институт за истраживање и развој) о бентској заштитној зони Великог аустралијског заливског морског парка 2003. наводи: „Догађаји уздизања током лета и јесени производе хладне делове површинске воде дуж обале јужног Ер Полуострва. Ови делови садрже повећане концентрације хранљивих материја и подржавају повећан ниво примарне продуктивности. Високе густине зоопланктона северозападно од тих делова указује да преовлађујући југоисточни ветрови преносе производе ове појачане биолошке производње у централни GAB. Ове планктонске заједнице подржавају највеће густине малих планктиворних риба, укључујући сардине и инћуне, у водама Аустралије. Младе јужне плавоперајне туне (SBT) мигрирају у GAB годишње да би се храниле овим богатим пелагијским ресурсима."

## Тренутни услови
Истраживање нафте и гаса у Великом аустралијском заливу првобитно је започето током касних 1960-их. Неколико нафтних компанија — БП, Статоил/Еквинор и Шеврон — предложило је планове за бушење истражних бушотина у јужном делу области од 2017. надаље. БП је 11. октобра 2016. поништио своје планове за истраживање подручја наводећи да то није конкурентно и да није у складу са стратешким циљевима БП-а. Предлог да се истражи залив био је у фокусу противљења заједнице. Друштво за дивљину показало је да би цурење нафте у најгорем случају могло имати катастрофалан ефекат на јужну обалу Аустралије. Аустралијски Сенат је 22. фебруара 2016. започео истрагу о производњи нафте или гаса у Великом аустралијском заливу. Комитет је поново успостављен 13. септембра 2016. након савезних избора у Аустралији. У октобру 2017, Шеврон се повукао из пројекта, али се вратио заједно са БП 2019. Иако је Национална управа за безбедност нафте на мору и управљање животном средином одобрила планове истраживања крајем 2019, Еквинор се повукао из пројекта у фебруару 2020, наводећи као разлог профитабилност.